# Meilichius
Meilichius es un género de escarabajos de la familia Endomychidae. Los análisis filogenéticos han demostrado que este es un género monofilético, establecido en 1857 por Gerstaecker. Todas las especies que lo componen son originarias de la región tropical de Asia, si bien la representación de la familia cae rápidamente cuanto más lejos del centro del continente se explore. En otras palabras: la riqueza en Borneo es mucho mayor comparativamente que la existente en las islas Filipinas, aunque estas son igualmente tropicales. La siguiente lista contiene (en orden) los nombres de las especies incluidas en el género, autor y año de la publicación y el país donde se localiza la especie.
- Meilichius aeneoniger Strohecker, 1944. India[5]
- Meilichius ampliatus (Gorham), 1875b: 314. Filipinas[6]
- Meilichius apicicornis Arrow, 1920. Borneo[7]
- Meilichius biplagiatus Arrow, 1920. Borneo[7]
- Meilichius brevicollis Arrow, 1920. Borneo[7]
- Meilichius callosus Pic, 1930. Borneo[8]
- Meilichius erotyloides Strohecker, 1951. China[9]
- Meilichius expetitus Gorham, 1885. Sumatra[10]
- Meilichius fasciatus (Heller), 1898: 40. Célebes[11]
- Meilichius ferrugineus Frivaldszky, 1883: 132. Borneo[12]
- Meilichius fuscipes Arrow, 1920. Sumatra[7]
- Meilichius geminatus Strohecker, 1958. Filipinas[13]
- Meilichius impressicollis Strohecker, 1943. Filipinas[14]
- Meilichius inaequalis
- Meilichius javanicus Csiki, 1900. Java[15]
- Meilichius klapperichi Mader, 1941. China[16]
- Meilichius multimaculatus Sasaji, 1970. Taiwán[17]
- Meilichius nigricollis Gerstaecker, 1857: 241. Borneo, Malasia, Sumatra[1]
- Meilichius ornatus Arrow, 1920. Laos[18]
- Meilichius pachycerus Strohecker, 1951. Borneo[19]
- Meilichius politus Arrow, 1920. Sumatra[7]